# Tôn Thất Thuyết

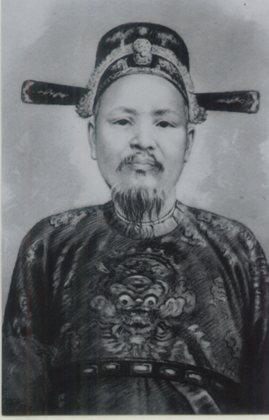
Porträt von Ton That Thuyet, undatiert

Tôn Thất Thuyết (* 1839; † 1913 in Guangxi, Republik China) war ein vietnamesischer Mandarin und als Mitglied der Herrscherfamilie und General ein wichtiger Akteur am Kaiserhof. In Folge der Thronkrisen nach dem Tod von Kaiser Tự Đức fungierte er als der Architekt der Cần-Vương-Bewegung, welche einen Guerillakrieg gegen die französische Kolonialmacht führte. Er unterzeichnete zusammen mit Kaiser Hàm Nghi den Edikt, der die Rebellion auslöste und zum landesweiten Widerstand gegen die Franzosen und ihnen gegenüber loyale Vietnamesen aufrief.

## Herkunft und Werdegang
Ton That Thuyet wurde als Mitglied der Monarchenfamilie in die Elite des Kaiserreichs geboren.

## Führungsposition am Kaiserhof
1867 war Ton That Thuyet damit beauftragt anti-christliche Unruhen unter Kontrolle zu bringen, da der Hof eine militärische Antwort der Franzosen und eine weitere französische Landnahme fürchtete. Nach dem Tod des Kaisers Tu Duc intrigierte er zusammen mit Nguyễn Văn Tường den erwachsenen Kaiser Dục Đức zu ermorden, damit die Regenten und damit Ton That Thuyet und Nguyen Van Tuong freie Hand hätten. Nach dem Tod seines Nachfolgers Kiến Phúc schafften beide es Ham Nghi auf den Thron zu setzen, der für die Ideen Ton That Thuyets eine Rebellion zu beginnen empfänglich war. Der Regent selbst hatte durch die Schaffung einer privaten paramilitärischen Truppe bereits den Grundstein für einen Krieg gegen die Kolonialmacht gelegt.

## Can Vuong Bewegung
Ton That Thuyet floh 1885 zusammen mit dem Kaiser vor den französischen Truppen, die den Kaiser gefangen nehmen und durch einen loyaleren Monarchen ersetzen wollten. Ton That Thuyet reiste 1886 nach China, da er sich Unterstützung seitens der Qing-Dynastie erhoffte. Die Rebellion erhielt in ländlichen Regionen Zuspruch und zwang die Franzosen Kolonialtruppen auszuheben, um die Kontrolle über das Land nicht zu verlieren. Der Aufstand nahm nach der Gefangennahme des Kaisers Ham Nghi 1888 ein allmähliches Ende.

## Rezeption
Trotz seiner Rolle als Anführer des antikolonialen Aufstands wird Ton That Thuyet in der vietnamesischen Geschichtsschreibung aufgrund seiner Intrigen am Kaiserhof eine zwiespältige Rolle zugeschrieben.